# Alétheia

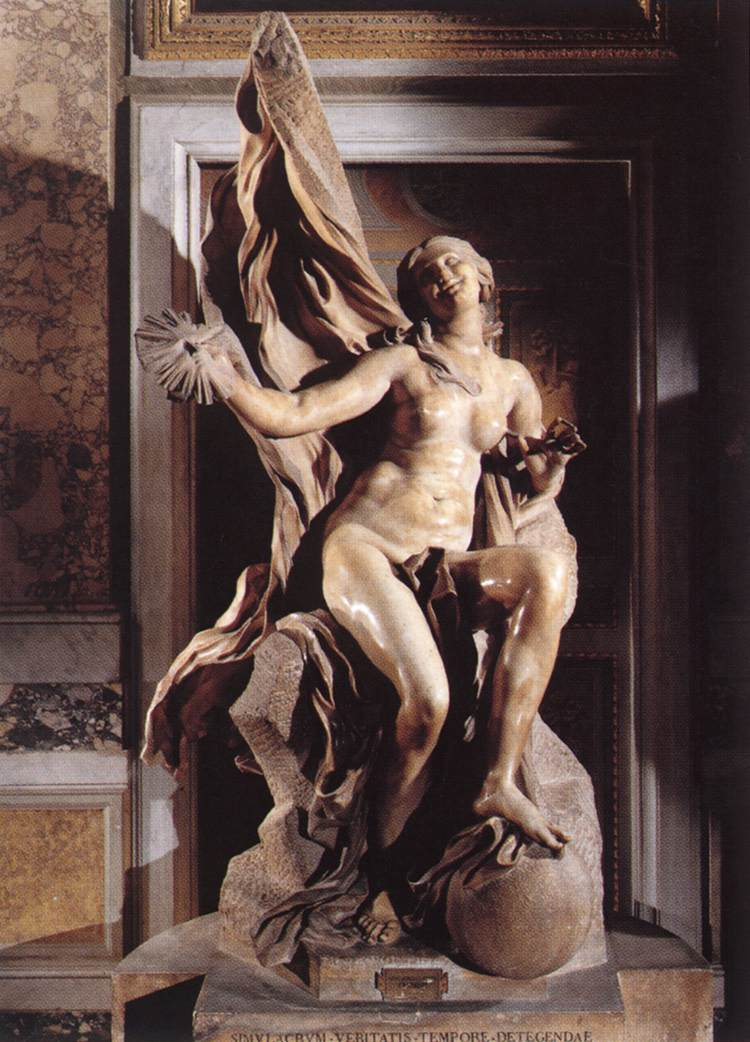
Verdad descubierta por el Tiempo, escultura de Gian Lorenzo Bernini. Una de las representaciones alegóricas del concepto filosófico griego de Alétheia.

Alétheia (del griego antiguo: αλήθεια [alētheia] ‘verdad’) es el concepto filosófico que se refiere a la sinceridad de los hechos y la realidad. La palabra significa 'aquello que no está oculto, aquello que es evidente', lo que 'es verdadero'. También hace referencia al "desocultamiento del ser".
Se trata de un concepto significativo en los estudios filosóficos y epistemológicos, porque al definir la verdad como alétheia se la distingue de otras teorías sobre la misma como son la de la correspondencia o la de la coherencia.
Según las odas Olímpicas de Píndaro, Aletheia es la hija de Zeus, mientras que las Fábulas de Esopo fue hecha a mano por Prometeo.

## Historia
Alēthea como "verdadero" ya fue empleado por Hesíodo en su Teogonía (vv. 27-28). Según algunos autores, se trataría de una crítica velada a su rival Homero, aunque el texto se refiere a la capacidad de las musas de relatar tanto cosas falsas con apariencia de verdad (al igual que los humanos) como cosas verdaderas en sí (cualidad divina). Hesíodo proclama la voluntad de seguir sus pasos y cumplir así la voluntad de Zeus. Alétheia, como negación de léthe (ocultamiento, olvido), sería etimológicamente un «desocultamiento».
El término también fue usado por el filósofo presocrático griego Parménides en su poema Sobre la naturaleza. Según él, se puede oponer el dominio de la verdad (alétheia) al de la opinión o (doxa). Después se lee en las Definiciones del pseudo-Platón que la alétheia es la «disposición que permite la afirmación y la negación».
Durante la primera mitad del siglo XX, Martin Heidegger recuperó la alétheia y desarrolló la noción a la forma en que se conoce en la contemporaneidad como un intento de entender la "Verdad". Heidegger le dio un análisis etimológico al término y le dio el sentido a esta como "hacer evidente". Por lo tanto, la alétheia es distinta de otras bien conocidas conceptualizaciones acerca de la verdad, las cuales la describen como un estado de cosas (teoría de la correspondencia), mientras que Heidegger se centra en la elucidación de un significado de verdad que es presocrático.
En principio, alétheia significa verdad, pero mientras que la verdad o veritas se obliga a la correspondencia entre nociones reconciliables, alétheia en cambio des-oculta. Es decir, aquello oculto se hace evidente a sí mismo, de manera que a-parece (ad + parere) y por lo tanto se dona como algo inteligible. Por ejemplo, un martillo contiene en su desocultamiento su propio uso, con el cual el carpintero articula su trabajo de manera transparente o tácita. En otras palabras, el carpintero, en su actividad inmediata o Dasein (literalmente ser-ahí), articula con el martillo sin que él mismo se note haciéndolo. No obstante, el martillo no se dona y no se desoculta como una herramienta de trabajo para aquel Dasein que desconozca la forma de operar del mismo, sino como una "cosa" con la cual no puede articularse.

### Desarrollo
Heidegger comienza su discurso de la reapropiación de la alétheia en su obra magna Ser y tiempo y expande el concepto en su Introducción a la Metafísica. En El origen de la obra de arte, describe al arte como un medio para abrirse a la verdad de un pueblo histórico.
«Según Julián Marías, fue Ortega, en 1914, quien hizo el primer uso filosófico de la palabra griega alétheia con el significado de descubrimiento o iluminación: se trata de una innovación significativa porque Ortega introdujo una acepción nueva, sirviéndose de esa palabra, para superar la idea, que le parecía inaceptable, de que la verdad tenga que ser adecuación. Después de Ortega, los demás filósofos, a partir de 1927 con Heidegger, no saben de dónde procede la interpretación etimológica que ellos dan como obvia para sus reflexiones filosóficas sobre la verdad. En realidad no hay textos griegos claros que interpreten el concepto de alétheia ni etimológica ni filosóficamente. Julián Marías descubrió la más antigua discusión etimológica en el lingüista y filósofo Teichmüller (1879), de la cual se sirvió Ortega en fecha tan temprana como 1914 para hacer la primera interpretación filosófica de esa palabra. A pesar de ello, se ha hecho general la creencia de que fue Heidegger el primero que trató sobre la verdad como alétheia en contraposición a lo que denomina concepto tradicional de la verdad».